# Яурланйоки
Яурланйоки, или губа Собачья, — река в России, протекает по территории Лоухского района Карелии. Впадает в Сушозеро (Иовское водохранилище). Длина реки — 10 км.
Исток — озеро Большой Яурлан. Вытекает на высоте 93,4 м над уровнем моря.
Впадает на высоте 72,0 м над уровнем моря в Сушозеро, через которое протекает река Ковда, впадающая, в свою очередь, в Белое море.

## Данные водного реестра
По данным государственного водного реестра России относится к Баренцево-Беломорскому бассейновому округу, водохозяйственный участок реки — Ковда от Кумского гидроузла до Иовского гидроузла. Речной бассейн реки — бассейны рек Кольского полуострова и Карелии, впадает в Белое море.
Код объекта в государственном водном реестре — 02020000512102000000863.